# Graphe de Goldner-Harary
Pour les articles homonymes, voir Goldner.
Le graphe de Goldner-Harary est, en théorie des graphes, un graphe possédant 11 sommets et 27 arêtes.

## Propriétés

### Propriétés générales
Le diamètre du graphe de Goldner-Harary, l'excentricité maximale de ses sommets, est 2, son rayon, l'excentricité minimale de ses sommets, est 2 et sa maille, la longueur de son plus court cycle, est 3. Il s'agit d'un graphe 3-sommet-connexe et d'un graphe 3-arête-connexe, c'est-à-dire qu'il est connexe et que pour le rendre déconnecté il faut le priver au minimum de 3 sommets ou de 3 arêtes.

### Coloration
Le nombre chromatique du graphe de Goldner-Harary est 4. C'est-à-dire qu'il est possible de le colorer avec 4 couleurs de telle façon que deux sommets reliés par une arête soient toujours de couleurs différentes. Ce nombre est minimal.
L'indice chromatique du graphe de Goldner-Harary est 8. Il existe donc une 8-coloration des arêtes du graphe telle que deux arêtes incidentes à un même sommet soient toujours de couleurs différentes. Ce nombre est minimal.
Il est possible de compter les colorations distinctes du graphe de Goldner-Harary. Cela donne une fonction dépendant du nombre de couleurs autorisé. C'est une fonction polynomiale et le polynôme qui lui est associé est qualifiée de polynôme chromatique. Ce polynôme de degré 11 admet pour racines tous les entiers positifs ou nuls strictement inférieurs à 4. Il est égal à : {\displaystyle (x-3)^{8}(x-2)(x-1)x}.

### Propriétés algébriques
Le groupe d'automorphismes du graphe de Goldner-Harary est un groupe d'ordre 12 isomorphe au groupe diédral D6, le groupe des isométries  du plan conservant un hexagone régulier. Ce groupe est constitué de 6 éléments correspondant aux rotations et de 6 autres correspondant aux réflexions.
Le polynôme caractéristique de la matrice d'adjacence  du graphe de Goldner-Harary est : {\displaystyle -(x-1)^{2}x^{2}(x+2)^{3}(x^{2}-3)(x^{2}-4x-9)}.